# Galltair
Galltair is een vissersdorp ongeveer 1 kilometer ten noorden van Glenelg in de Schotse lieutenancy Ross and Cromarty in het raadsgebied Highland.